# Eugalta maculiseutis
Eugalta maculiseutis là một loài tò vò trong họ Ichneumonidae.